# Cistus conradiae
Cistus conradiae là một loài thực vật có hoa trong họ Nham mân khôi. Loài này được Demoly mô tả khoa học đầu tiên năm 1996.